# Bernd Steffen
Bernd Steffen ist ein ehemaliger deutscher Basketballspieler.

## Leben
Steffen spielte ab der Saison 1975/76 mit dem ASV Köln in der Basketball-Bundesliga. Im Januar 1977 kam er beim in Khartum gegen den Sudan ausgetragenen Freundschaftsspiel zu seinem einzigen A-Länderspiel für die bundesdeutsche Nationalmannschaft. Steffen war nach wie vor Mitglied der Kölner Mannschaft, als diese 1978 in den BSC Saturn Köln überging. 1980 gewann er mit Saturn den DBB-Pokal.
In der Saison 1984/85 spielte Steffen mit der BG ART/TVG Düsseldorf in der Bundesliga, stieg mit der Mannschaft im Spieljahr 1984/85 jedoch sieglos ab. Steffen studierte an der Deutschen Sporthochschule Köln.